# V346 Возничего
V346 Возничего (лат. V346 Aurigae), HD 280188 — двойная звезда в созвездии Возничего на расстоянии приблизительно 2884 световых лет (около 884 парсеков) от Солнца. Видимая звёздная величина звезды — от +8,72m до +8,43m.

## Характеристики
Первый компонент — красный гигант, углеродная пульсирующая медленная неправильная переменная звезда (LB:) спектрального класса SC5/9, или S, или M3. Масса — около 3,414 солнечных, радиус — около 151,43 солнечных, светимость — около 2464,914 солнечных. Эффективная температура — около 3305 K.
Второй компонент — красный карлик спектрального класса M. Масса — около 204,84 юпитерианских (0,1955 солнечных). Удалён на 2,252 а.е..